# 利奥波德·奎尔费尔德
利奥波德·奎尔费尔德（德語：Leopold Querfeld，2003年12月20日—）是一位奥地利足球运动员，自2024-25赛季起效力于德甲俱乐部柏林联，并代表奥地利国家足球队参加国际比赛，于场上司职中后卫。

## 俱乐部生涯
奎尔费尔德的足球生涯始于维也纳的当地俱乐部毛厄联（Union Mauer）。2012年2月，他加入维也纳快速青训营，并自2017-18赛季起在该俱乐部的各年龄段梯队效力。奎尔费尔德于2020年10月首次代表维也纳快速二队亮相，在2020-21赛季奥乙联赛第七轮对阵奥地利卢斯特瑙的比赛中，于下半场替换保罗·戈巴拉出场。2021年11月，他在对阵萨格勒布迪纳摩的欧洲联赛中首次入选维也纳快速一线队，这也是他参加的首场职业比赛。随后，这位中后卫在对阵萨尔茨堡红牛的奥超联赛中射入其处子球。2023年2月，其即将到期的合同获续约至2025年6月底。然而至2023年4月中旬，奎尔费尔德在对阵奥地利维也纳的德比战中左膝外侧韧带撕裂，被迫缺席赛季剩余比赛。
2024-25赛季，奎尔费尔德转会至德甲俱乐部柏林联。2024年8月24日，他在当季德甲揭幕战中首次亮相，客场以1-1战平美因茨05。2025年3月9日（第25轮），奎尔费尔德在客场2-1战胜和睦法兰克福的比赛中，于第62分钟射入扳平比分的一球，这是他第18场联赛出场后的首个德甲进球。仅仅数周后，在第30轮对阵斯图加特的比赛中，他于第38分钟从30米外射入一记令人惊叹的进球，帮助球队以3-2领先，并最终以4-4战平。此球也获评选为赛季最佳入球。

## 国家队生涯
2021年6月，奎尔费尔德在对阵意大利的比赛中首次代表奥地利18岁以下国家足球队出场。同年9月，他又在对阵土耳其完成19岁以下国家足球队的首秀。奎尔费尔德随奥地利U19国青队参加了2022年欧洲U-19足球锦标赛。在这届赛事中，他四场比赛全部首发出场，并射入2球，但奥地利在分组赛中遭淘汰，随后亦无缘U-20世界杯。
2022年9月，奎尔费尔德在对阵黑山的比赛中首次代表奥地利21岁以下国家足球队出场。他于2023年8月被首次召入奥地利国家足球队大名单，但直至2024年3月才完成初次亮相，在对阵斯洛伐克的友谊赛中首发出场。2024年5月，他入选了奥地利参加2024年欧洲足球锦标赛的初步大名单，继而入选最终名单。

## 个人生活
奎尔费尔德是著名咖啡馆老板贝恩特·奎尔费尔德（Berndt Querfeld）的小儿子，贝恩特在维也纳经营着多家咖啡馆，包括兰特曼咖啡馆、莫扎特咖啡馆和博物馆咖啡馆。

## 成就
个人
- 德甲赛季最佳入球：2025年[6]